# Viola blanda
Viola blanda är en violväxtart som beskrevs av Carl Ludwig von Willdenow. Viola blanda ingår i släktet violer, och familjen violväxter. Utöver nominatformen finns också underarten V. b. palustriformis.

## Bildgalleri

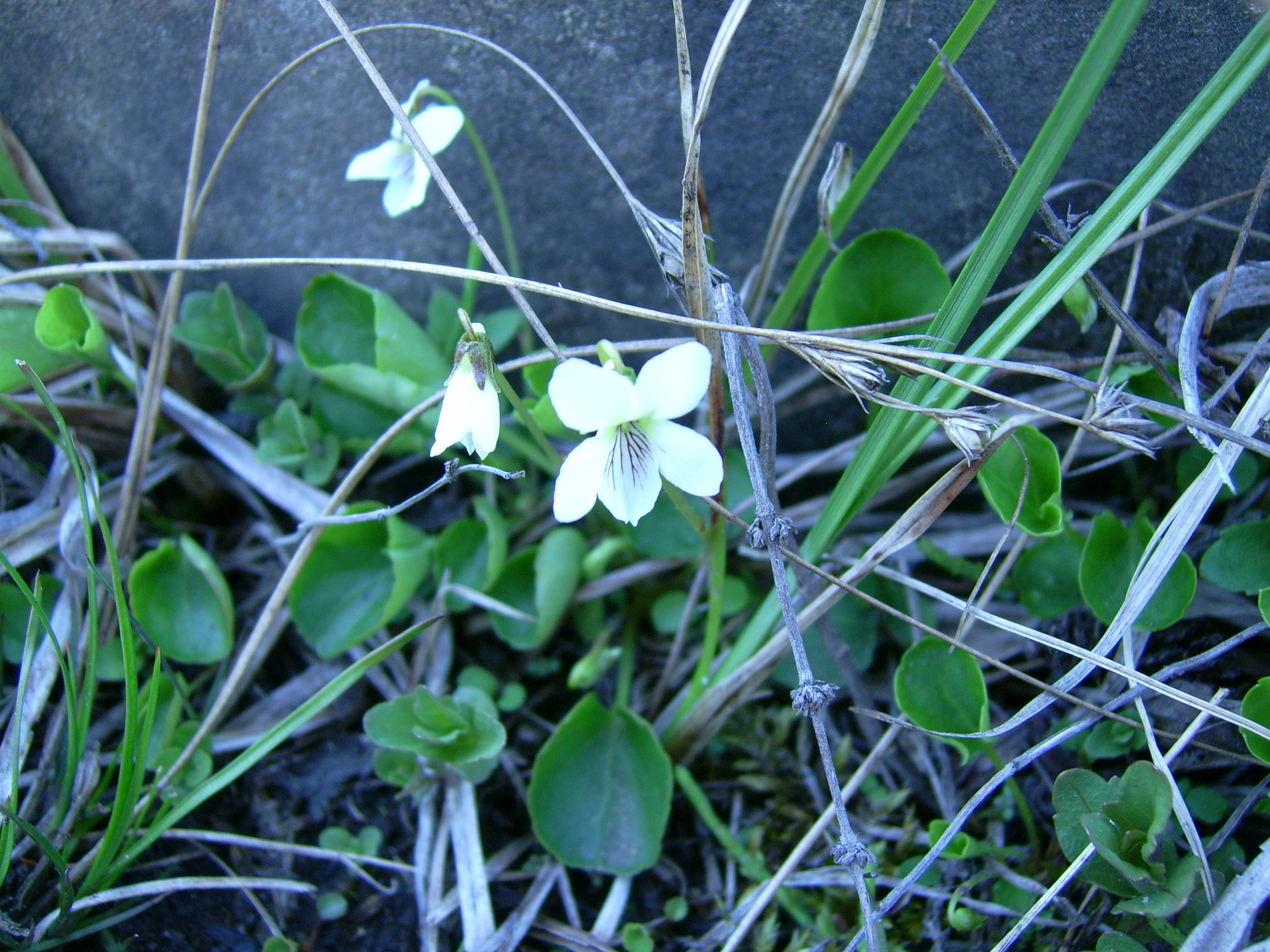